# リヴィング・エンド
リヴィング・エンド (The Living End) はオーストラリアのビクトリア州メルボルンで1994年に結成されたバンドである。クリス・チェニー（ボーカル・ギター）、スコット・オーウェン（ベース・ボーカル）、アンディ・ストラッカン（ドラム）の3人から成り、1990年代の後半にダブルA面シングル「Second Solution/Prisoner of Society」で知名度を得た。
2006年現在までにオーストラリアで5枚のアルバムと1枚のシングル集をリリースしている。また、アメリカとヨーロッパでの成功も獲得しており、バンドは毎年ジャック・アワード（Jack Awards）に選出されている他、アワード最優秀ドラマー、最優秀男性パフォーマー、テレビライブ出演最優秀バンドなど多数の受賞歴がある。

## 音楽スタイルと影響
クリス・チェニーは1950年代のロックン・ロールを愛しており、バンドの初期の音楽性にも多大な影響を与えている。彼ら自身は1980年代のオーストラリアのロックがバンドに重大な影響を与えていると見なしているし、メンバーの成長に関して何に感謝するかと言えばそれを挙げている。
スコット・オーウェンは1980年代のネオ・ロカビリーバンドであるストレイ・キャッツにダブル・ベースやラブソングの影響を受けている。他のロカビリーへの影響としてレブレンド・ホートン・ハート（en）やエディ・コクランがある。
リヴィング・エンドは自らをパンク・イデオロギー（en）のロックン・ロールバンドと考えており、同じ傾向を持つバンドとしてイギー・ポップ、ザ・フー、ザ・ジャムを挙げている他、周囲に社会的な論評を広げることを目的としている。また、1990年代のパンク・リバイバリストであるランシドに好意的である。しかし、彼ら自身は自らがパンク・バンドであるとは考えていない。
他のバンドで、例えばSum 41のギタリストであるデリック・ウィブリーなどは「彼らは本当に良いミュージシャンであり、リヴィング・エンドと共に旅することが出来るなら嬉しい」と述べている。

## コラボレーション
リヴィング・エンドは多くのミュージシャンやアーティストと活動を共にしている。
- 1998年 - ちょうど人気が出てきた時期、「Tour Of Duty」で「Peace Keepers」の一員としてPNGで活動した。最初のコンサートはオーストラリア人バンドの一員として出演し、「ジングルベル・ロック」をカイリー・ミノーグと演奏した。

ドイツのバンドであるディ・トーテン・ホーゼン（en）のクリスマス・ツアーのサポートとしてスレイドのカバー曲「Merry Christmas」を1998年12月28日にドイツのデュッセルドルフで演奏した。この2つのバンドは1998年の「Warped Tour」のときにオーストラリア、ニュージーランド、日本、およびハワイを巡業した。
- 2005年 - オーストラリアの歌手ノーミー・ロウと一緒に（en）ノーミー・ロウの2曲「ケ・セラ・セラ」と「Shakin' All Over」をアリア・ホール・オブ・フェイム（en）でレコーディングした。

アシュトン及びガードナーとダイク（en）のデュエット・アルバム「Resurrection Shuffle」にジミー・バーンズ（en）の「Double Happiness」を収録。
オーストラリアのカントリー・ウェスタンアーティストであるケーシー・チェンバース（en）のアルバム「Barricades & Brickwalls」内の曲「Crossfire」にバックミュージック及びバックボーカルとして演奏参加。

## メンバー
- クリス・チェニー（ボーカル・ギター）
- スコット・オーウェン（ベース・ボーカル）
- アンディ・ストラッカン（ドラム）

## アルバム
- 1998年 - 1st「ザ・リヴィング・エンド」The Living End[7]
- 2000年 - 2nd「ロール・オン」Roll On[8]
- 2003年 - 3rd「モダーン・アーティラリー」Modern ARTillery[9]
- 2004年 - ベスト「フロム・ヒア・オン・イン：ザ・シングルズ 1997-2004」From Here On In: The Singles 1997-2004[10]
- 2006年 - 4th「ステート・オブ・エマージェンシー」State Of Emergency[11]
- 2008年 - 5th「ホワイト・ノイズ」White Noise[12]